# Araneus cavaticus
Araneus cavaticus (Keyserling, 1881) è un ragno appartenente alla famiglia Araneidae.

## Distribuzione
La specie è stata rinvenuta in diverse località degli USA e del Canada.

## Tassonomia
Non sono stati esaminati esemplari di questa specie dal 2003.
Attualmente, a dicembre 2013, non sono note sottospecie.